# إرفينغ آشر
إرفينغ آشر (بالإنجليزية: Irving Asher)‏ هو منتج أفلام أمريكي، ولد في 16 سبتمبر 1903 في سان فرانسيسكو في الولايات المتحدة، وتوفي في 17 مارس 1985 في إنديو في الولايات المتحدة.

## وصلات خارجية
- إرفينغ آشر على موقع IMDb (الإنجليزية)
- إرفينغ آشر على موقع ألو سيني (الفرنسية)
- إرفينغ آشر على موقع أول موفي (الإنجليزية)
- إرفينغ آشر على موقع قاعدة بيانات الأفلام السويدية (السويدية)
- إرفينغ آشر على موقع قاعدة بيانات الفيلم (الإنجليزية)
- إرفينغ آشر على موقع كينوبويسك (الروسية)